# Jesús Caviglia
Jesús Caviglia (Caracas, Venezuela, 22 de julio de 1955) es un artista plástico venezolano que ha incursionado en la pintura, la escultura, el collage y el ensamblaje. Su obra tiene la particularidad de ser trabajada con materiales reciclados. En 1999 recibió el Premio Municipal de Artes Visuales, Mención Tridimensional, del Salón de Caracas Juan Lovera.

## Biografía

### Primeros años y educación
Nace en Caracas el 22 de julio de 1955. En el año 1976 obtuvo su primer título luego de graduarse en el Instituto Universitario de Mercadotecnia de Caracas. Entre 1979 y 1985 llevó a cabo sus estudios artísticos en la Escuela de Artes Visuales Cristóbal Rojas.

### Trayectoria
En 1984 comienza su labor expositiva en el IX Salón Aragua, dentro de las instalaciones del Museo de Arte de Maracay, y ofreció la muestra de la primera parte de la serie Meninas, la cual consiste en figuras en tercera dimensión elaboradas con materiales diversos, como tela metálica o papel, haciendo ejercicio de la técnica del ensamblaje. Un año después efectúa su primera muestra individual, la cual fue denominada A través del Espejo, y participó  en el I Salón de Arte Reciclado IMAU en Maracaibo. Dos de sus meninas fueron expuestas en el Jardín Botánico de Caracas y en el Teatro Teresa Carreño.
En 1986 realiza su segunda exhibición individual, la cual llevó como título Hotel Granada y en 1987 presenta su obra Transición en la Galería Terracota de Valencia, Estado Carabobo, la cual implicó una vuelta a la pintura pero empleando materiales reutilizables. En el transcurso de esta etapa participa en las siguientes muestras colectivas: Formas para un diálogo (Centro de Arte Euroamericano, Caracas), Grandes maestros y grandes valores (Galería Mayz Lyon, Caracas), Ser escultor (700 Tienda de Arte, Maracaibo) y el Gran Premio Christian Dior de Artes Visuales (Centro de Arte Euroamericano, Caracas).
En el transcurso de 1988 exhibió en la Galería Cuevas Caracas, elaboró una obra para el Salón Nacional de Artes Plásticas del Museo de Bellas Artes de Caracas. En 1989 hizo su cuarta exposición individual titulada Ovoides: homenaje a Fabergè, la cual dio inicio a una fase de empleo de dicha figura geométrica  que continuó con Nuevos lenguajes, en 1991.  En 1992 exhibió el proyecto cooperativo Tresenuno, de la mano de Alberto Asprino y Juan Méndez. En 1993 continúa con esta colaboración (se modificó su nombre por Tierra y tres por tierra). En 1994 concibe Impresiones y en 1996 Vespertivas, esta última basada en ensamblajes elaborados con materiales obsoletos y arena. En 1999 se le galardonó con el Premio Municipal de Artes Visuales del Salón de Caracas Juan Lovera.
En el siglo XXI algunas de sus exposiciones han sido: Destinos de bolsillo (2000), En un abrir y cerrar (2001), Cotidianas (2004), ReEscrituras (2011-2013), Libros en Caracas (2015), Maderas de Adentro (2015), Dinner in Caracas (2017-2018) y Pensar el decir (2019).

### Estilo e influencias
Un antecedente de la técnica del ensamblaje es el ready-made, el cual tuvo como uno de sus máximos exponentes a Marcel Duchamp. Este procedimiento consiste en la elección deliberada del artista de objetos indeterminados, lo cual trae como producto que, por la mera acción de haber sido seleccionados por este, se convierten en obra de arte. El propósito fundamental de estas obras no es meramente plástico sino crítico, reflexivo y filosófico. 
Se puede observar cómo el cometido de Jesús Caviglia es inducir al espectador a la reflexión. Con respecto a su perspectiva acerca del objeto encontrado, el artista expresa:

«Siempre he sentido que los objetos y lo desechado me son cercanos. De pequeño, todo el mobiliario que en mi casa caía en desuso era llevado a la segunda planta, donde de inmediato se transformaba en un nuevo juguete. Siento que lo que hago ahora es seguir jugando, pero de una manera más estructurada».

Con la aplicación de su sistema, Caviglia reproduce el pasado en el presente. Los materiales de sus obras son heterogéneos, desde segmentos de puertas, ventanas, portarretratos, libros, etc. De este modo, se combina lo diverso y se reúne lo antiguo con lo moderno. A propósito de la elección de los componentes que usa al ensamblar ha manifestado:

«Siempre me han apasionado los objetos, todo lo que está al descuido. He encontrado belleza en esas cosas que la gente tira y pienso que ellas pueden volver a tener un discurso, a decirnos algo. Tienen muchas vidas como los gatos, tantas como uno les quiera dar».

Las bases de su lenguaje plástico son el equilibrio geométrico y el escaso cromatismo. En consecuencia, se contempla cómo en sus ensamblajes se mantienen los colores propios de los materiales y cuando opta por modificarlos se tiene la intención de hacer notar el transcurrir del tiempo. Otra de las inquietudes del artista, además de la memoria y del tiempo, es la trascendencia de los objetos cotidianos. Aparte, sus muestras sugieren una composición de elementos extraños entre sí que, no obstante, modelan una unidad.
Con respecto a las distintas fases de su proceso creativo, el artista reconoce tres aspectos imprescindibles. En primer lugar, recopila los objetos y se sirve de lo fortuito. Después escoge los trozos que van a constituir los ensamblajes y los integra. Le sigue la reflexión de lo encontrado y, finalmente, con base en sus meditaciones, lleva a cabo el ensamblaje.

## Exposiciones

### Individuales[5]
- 2019 Pensar el decir, Centro Cultural UCAB, Caracas.
- 2019 Clásicos, La Casa 22, Caracas.
- 2018 Dinner in Caracas, Galería D’Museo, Caracas.
- 2017 Dinner in Caracas, La Casa 22, Caracas.
- 2015 Libros de Caracas, La Casa 22, Caracas.
- 2015 Maderas de Adentro, Trinum, Caracas
- 2014 Viajes Extraordinarios, Galería D´Museo, Caracas.
- 2014 Encubiertas, Yantares Restaurant, Caracas.
- 2013 ReEscrituras, Museo de Arte Contemporáneo del Zulia.
- 2012 ReEscrituras, 700 Arte y Antigüedades, Maracaibo.
- 2012 Ensamblajes, Yantares Restaurant, Caracas.
- 2012 Tratados de la mirada, Café de La cuadra gastronómica, Caracas.
- 2012 Déjate ver, Librería Liberarte, Caracas.
- 2011 / 2010 Colores transitados, Soma Café / La casa 22, Caracas.
- 2010 Anuncio, Templarios galería taller, Caracas.
- 2006 Calar, Templarios galería taller, Caracas.
- 2005 Cotidianas, Universidad Metropolitana, Caracas.
- 2004 Objetos de culto, Espacios Alternos del Ateneo de Valencia, Valencia.
- 2004 La sobremesa, Galería Moro, Maracaibo.
- 2003 Paletas de Anauco, Tienda de Anauco / Museo de Arte Colonial, Caracas.
- 2003 / 2002 01 02 03, Templarios galería taller/ Luis Pérez Galería, Caracas / Bogotá.
- 2001 En un abrir y cerrar, Museo Anzoátegui / Museo Histórico Clarines, Barcelona / Clarines.
- 2000 Destinos de bolsillo, Tienda de Arte Fundación CorpGroup, Caracas.
- 1996 Impresiones, Galería ArsForum, Caracas.
- 1996 Vespertinas, Galería Okyo, Caracas.
- 1992 Asomo de lo otro, Aspectos Galería, Caracas.
- 1989 Ovoides / Homenaje a Fabergé, Taller Escuela Artes del Fuego, Caracas.
- 1987 Transición, Galería Terracota, Valencia.
- 1986 Hotel Granada, Centro de Bellas Artes, Maracaibo.
- 1985 A través del espejo, Módulo Venezuela Fundarte, Caracas.

### Principales colectivas
- 2017 Libro, Arte, Metáfora, UCAB, Caracas/ Itinerarios, Galería Okyo, Caracas.
- 2017 Proyecto Imago Mundi, Luciano Benetton Collection, Galería Arte Florida, Caracas.
- 2016 Creadores Recuperadores, Museo de Arte Popular de Petare Bárbaro Rivas, Caracas.
- 2015 Interludio de Madera, GGB, Caracas.
- 2014 Colectiva Apertura, All We Art Studio, Washington.
- 2013 Subasta 40 Años de Sony, Espacio Múltiple Los Galpones, Caracas.
- 2011 FIA, Templarios galería taller / Hotel Tamanaco, Caracas.
- 2011 Hasta 50, Galería Parenthesis, Caracas.
- 2011 Proyecto Mapa América del Sur, Plaza de Armas, Cusco.
- 2010 Configuración/Desfiguración, Canal Gallery, Panamá.
- 2010 Aroundtheworldpympmy Nike, II Bienal Iberoamericana de Diseño, Madrid.
- 2010 Re-invención, Galería Medicci, Caracas.
- 2009 Abreboca, Hotel Altamira Suites, Caracas.
- 2009 Entrecajas, Espacio Capuy, Caracas.
- 2009 Casa de Citas, Museo de Antioquia, Antioquia.
- 2008 Restauración, Templarios galería taller, Caracas.
- 2008 Reembolso a la Vida, Torre Corp Banca, Caracas.
- 2008 Volumétrica, Alianza Francesa, Caracas.
- 2007 2da. Expo Subasta Fundación Badán, Museo de Barquisimeto, Barquisimeto.
- 2006 ARTBO, Corferias, Bogotá.
- 2006 Los recolectores, Centro de Arte y Arquitectura Giaccof, Caracas.
- 2006 Mirando a Miranda, Ateneo de Cabudare, Cabudare.
- 2005 FIA, Templarios galería taller / Hotel Tamanaco, Caracas.
- 2005 Mutaciones en el Espacio, Museo Estado Miranda, Los Teques.
- 2005 ARTBO, Corferias, Bogotá.
- 2005 Ensamble Breve, Galería Artepuy, Caracas.
- 2004 FIA, Templarios galería taller / Hotel Tamanaco, Caracas.
- 2004 Primer Encuentro Caballo de Troya, Sala CELARG, Caracas.
- 2004 Existenciarios, Sala de Emergencia, Alicante.
- 2003 Colectiva, Luis Pérez Galería, Bogotá.
- 2003 Salve Corypha, Galería Universitaria de Arte / UCV, Caracas.
- 2003 Salón Exxon Mobil, G.A.N., Caracas.
- 2002 35 igual a 70, Grupo Li, Caracas.
- 2002 Territorio de fe, Sala Cultural PDVSA, Puerto La Cruz.
- 2001 Bienal Nacional de Artes Plásticas, Galería Municipal de Arte Moderno, Puerto La Cruz.
- 2000 Salón de Arte de Aragua, M.A.C. Mario Abreu, Maracay.
- 1999 Gracias José Gregorio, M.A. C. Sofía Imber, Caracas.
- 1999 2da Bienal de Arte Contemporáneo Ciudad de Florencia, Forteza de Baso, Florencia.
- 1999 Salón de Caracas Juan Lovera, Consejo Municipal, Caracas.
- 1999 Jóvenes Artistas y Grandes Maestros, Grupo Li, Caracas.
- 1998 Ensamblaje Arte y Parte, Sala Cultural PDVSA, Puerto La Cruz.
- 1998 4 en 1, Centro de Arte Euroamericano, Caracas.
- 1998 40 Artistas con Reverón, Torre Corp Banca, Caracas.
- 1997 Bolívar Libertador, Galería El Museo, Bogotá.
- 1996 Arte por la Vida, M.A.C. Sofía Imber, Caracas.
- 1994 Tres por tierra, Galería Okyo, Caracas.
- 1993 Tierra: materia en la pintura, M.A.C. Mario Abreu, Maracay.
- 1993 Tierra, Museo Francisco Narváez, Porlamar.
- 1992 Tres por tierra, Galería del Cortile, Roma.
- 1992 Tierra, Museo Laboratorio de Arte Contemporáneo Universidad de La Sapienza, Roma.
- 1992 Festival de Artes Visuales, Museo de Barquisimeto, Barquisimeto.
- 1991 Nuevas Propuestas de los 90, Sala Gobernación Dto. Federal, Caracas.
- 1989 Transmutación de lo Orgánico, Museo Alejandro Otero, Caracas.
- 1988 l Salón Nacional de Artes Plásticas, Museo de Bellas Artes, Caracas.
- 1987 Gran Premio Christian Dior, Centro de Arte Euroamericano, Caracas.
- 1986 Salón Nacional de Arte de Aragua, Complejo Santos Michelena, Maracay.
- 1985 Salón de Arte Reciclado, IMAU, Maracaibo.
- 1985 Escultura 85, Hall Teatro Teresa Carreño / Jardín Botánico, Caracas.